# Ready or Not (videojuego)
Ready or Not ( abreviado como RoN ) es un videojuego de disparos en primera persona táctico desarrollado por Void Interactive y publicado el 13 de diciembre de 2023 para la plataforma Microsoft Windows. Se trata de un juego de acción donde el jugador encarna a un agente SWAT, que tendrá que cumplir con diferentes misiones en situaciones hostiles, intensas y entornos claustrofóbicos.

## Argumento
Ready or Not se sitúa en un hipotético caso de gran inestabilidad política y económica en Estados Unidos. La disparidad de salarios provocó un aumento en la brecha entre clases, lo que trajo un descontento generalizado, grandes problemas económicos y un aumento de delitos y estragos. El equipo táctico que lidera el jugador tendrá que afrontar distintas situaciones que van desde toma de rehenes hasta asaltos previamente planificados.

## Desarrollo
El videojuego, que se llevaba desarrollando desde junio de 2016, fue anunciado el 5 de mayo de 2017 por Void Interactive a través de un tráiler cinemático. En marzo de 2019, tras un largo periodo de tiempo sin que se conocieran nuevas noticias sobre el juego, la desarrolladora presentó un video gameplay comentando las distintas mecánicas de juego y anunciando una fecha de salida a la venta estimada para el cuarto trimestre de 2020, aunque más tarde, por falta de tiempo y por la Pandemia de COVID-19, se acabó retrasando la fecha de salida, la cual todavía está por anunciar. En ese mismo tráiler se dieron a conocer las dos versiones que se podrían comprar, la Standard, a precio de 35,99€ y la Supporter's, a precio de 119,99€. Esta última versión contenía ventajas como el acceso a la versión alpha, programada para agosto de ese mismo año, un descuento para el primer DLC (que luego se convertiría en acceso gratis a este), un pack de skins exclusivo del FBI, y la aparición del nombre del usuario en los créditos del juego. 
El 19 de agosto de 2019 se lanzó una versión alpha con contenido reducido exclusivamente para aquellos que habían reservado la Supporter's Edition, bajo un estricto acuerdo de confidencialidad, el cual prohibía publicar cualquier imagen, audio o vídeo sobre el videojuego en cualquier medio. Esta versión alpha proyectaba en todo momento la ID de Steam del usuario, esto con el fin de poder identificar fácilmente al usuario que hiciese público contenido de forma no autorizada. VOID avisó de que el incumplimiento de este acuerdo tendría como efecto inmediato la eliminación del contenido publicado, la retirada del acceso al juego de la cuenta de Steam asociada al usuario que hizo público el contenido, y la toma de acciones legales contra el mismo. Algunos youtubers fueron invitados a participar en un test del modo PVP, permitiendo por primera vez la publicación de contenido de la Alpha, aunque únicamente de esta modalidad, que era jugable desde una build distinta a la del modo cooperativo. 
En diciembre de 2021 se anunció que la versión beta (únicamente cooperativa, retirando temporalmente el modo PVP) por fin saldría a mediados de ese mismo mes, en forma de early access en Steam, la cual, hasta la fecha, sigue recibiendo actualizaciones periódicas.
Una de las herramientas que Void Interactive utilizó para asegurar resultados más realistas en cuanto al movimiento tanto del jugador como del resto de la IA presente en el juego fue la tecnología de captura de movimiento. En cuanto a las texturas, se recurrió a escanear mediante laser distintas superficies para luego texturizar a mano, para resultados más realistas a la hora de crear distintos ambientes, mapas, modelos e incluso armas.
Entre mecánicas y características diversas del juego, Void Interactive resalta cinco datos por los que RoN resaltaría en el género de shooter táctico.
- Mayor realismo: El sistema de puntaje, de penetración y las reglas de combate fueron desarrolladas tras consultas a distintas fuerzas especiales y especialistas de distintas partes del mundo.
- Controles robustos y naturales: El sistema de manejo y selección de armas fue simplificado, buscando por un lado mantener el ritmo de juego, con controles más orgánicos y fáciles de recordar. La simplificación de los atajos de teclado significa también la futura posibilidad de que la entrega se adapte a consolas.
- Sistema de planificación: Tomando la inspiración en la entrega SWAT 4, se toma la posibilidad de tener una visión de planos y detalles del lugar a asaltar, información sobre los enemigos e incluso el armamento o las intenciones de los mismos para poder realizar una planificación previa del asalto táctico. Una vez en el lugar el jugador tendrá distintas herramientas para facilitarle un análisis de la situación o auxilio como por ejemplo francotiradores, escaleras portátiles, escudos balísticos, un ariete para abrir puertas, tabletas para tener una visión del resto del equipo e incluso un drone para desplegar en la escena.
- Sistema de órdenes: Además de la mejora en la IA, se mejoró el sistema para dar órdenes al equipo o a rehenes/enemigos presentes en el mapa. Además del menú tradicional el jugador puede optar por utilizar un sistema de reconocimiento de voz para dar las directivas al equipo o para exigir a un tercero que se rinda. Este sistema posiblemente sea parte del sistema de comunicación que se tendrá en partidas cooperativas o multijugador.
- Customización inteligente: El jugador tendrá acceso a un variado arsenal, con más sesenta accesorios y herramientas para modificar su equipo y el de sus compañeros, se le dará libertad para que pueda armarse como crea mejor para afrontar los distintos escenarios. Los accesorios del que el jugador dispone van desde miras telescópica, freno de boca (muzzle), cargadores de distintas capacidad, empuñaduras o culatas, hasta distintos tipos de armaduras, chalecos antibalas y hasta uniformes.

### Pérdida de editora
El 20 de diciembre de 2021, VOID Interactive anunció que su acuerdo con Team17 para distribuir el juego había terminado, por lo que ya no se encargarían de publicarlo. Aunque VOID nunca dio ningún motivo de manera oficial, los rumores afirman que esta separación se debió a las intenciones de la desarrolladora de incluir en el juego una misión ambientada en un tiroteo escolar.

## Sistema de juego
Ready or Not está orientado a una jugabilidad de ritmo lento y pausado, en donde no primará la habilidad y velocidad del jugador sino la capacidad de moverse y actuar de forma estratégica por el mapa. Según los desarrolladores:
"La visión de Void (Interactive) es la de establecer una experiencia singleplayer/Co-op sólida, pero sin olvidar toda la diversión que se tuvo en el modo multijugador en SWAT 4.Void ha declarado que disfrutan y desean entregar un juego táctico de ritmo lento donde necesitas más que solo un dedo que gatille rápido. En RoN los jugadores necesitarán ir despacio y ser metódicos para lograr completar los objetivos. La jugabilidad es completa cuando los jugadores están en combate, pero necesitarán paciencia para poder triunfar."
En cuanto a las situaciones de tiroteos, si bien Void dejó en claro que buscará crear situaciones únicas, se podrá ver "un toque de Squad, un poco de FEAR y solo una pizca de Insurgency'.

## Modo de juego
El jugador puede optar por distintos modos de juego. Por un lado puede jugar en modo singleplayer como líder del escuadrón SWAT y tendrá bajo su mando a cuatro oficiales compuestos en dos equipos, equipo azul y rojo (asignándoles el color dorado cuando se le da una orden para ambos equipos). Por otro lado en las partidas multiplayer se puede elegir entre partidas cooperativas (equipos de jugadores contra IA) o partidas contra un equipo enemigo compuesto por otros jugadores, las cuales aún no están disponibles.
Hay hasta 5 tipos de misiones diferentes en cada mapa:
- Barricated suspects: El jugador hará frente a un número de sospechosos armados, los cuales estarán rodeados de civiles o rehenes. Utilizar armas de fuego contra sospechosos que no hayan intentado atacar al jugador supondrá una penalización en la puntuación final.
- Raid: Este modo de juego generalmente ocurre en versiones alteradas o extendidas de los mapas, siendo el caso más notable el mapa del Hotel, que ahora sucederá en la planta más inferior. Habrá un número mayor de sospechosos que a su vez serán más agresivos y menos civiles desarmados. En este modo de juego, matar a sospechosos no supondrá una penalización aunque no hayan atacado al jugador previamente.
- Active Shooter: El jugador se enfrentará a un número reducido de tiradores que rondarán el mapa acabando con los civiles. El objetivo del jugador es detener al tirador y evitar tantas bajas civiles como sea posible.
- Hostage Rescue: Modo de juego similar a Barricated suspects, con la principal diferencia de que, si en este modo el jugador es descubierto o genera demasiado caos, los sospechosos podrán acabar con la vida de los rehenes, suponiendo una penalización para el jugador.
- Bomb threat: El jugador dispondrá de un tiempo limitado para desactivar hasta dos bombas situadas por todo el mapa, que también estará repleto de civiles y sospechosos armados. Si se supera el límite de tiempo sin haber desactivado todas las bombas, estas explotarán y la misión fracasará al instante.

## Arsenal
El jugador tendrá a su alcance un variado arsenal de armas que podrá elegir y configurar según lo que crea conveniente para cada tipo distinto de escenario. Podrá además disponer de soporte por parque del equipo de francotiradores para incapacitar o neutralizar objetivos que el jugador desee y estén en rango del francotirador.

| Arma (Modelo)                                                                                               | Calibre                     |
| Pistolas / Arma Secundaria                                                                                  | Pistolas / Arma Secundaria  |
| --- | --------------------------- |
| Colt M1911 (STI DS 2011)                                                                                    | .45 ACP                     |
| Colt Python                                                                                                 | .357 Magnum                 |
| Beretta 92FS                                                                                                | 9x19mm                      |
| Walther PPQ (M1) (Modelo Original también conocido como "M1" o "Clásico")                                   | 9x19mm                      |
| Makarov PM (Baikal IJ-70 - Variante Comercial)                                                              | .380 ACP                    |
| Glock 19 (Segunda Generación)                                                                               | 9x19mm                      |
| Heckler & Koch USP                                                                                          | .45 ACP                     |
| FN Five-Seven                                                                                               | 5.7x28mm                    |
| Subfusiles / Arma Primaria                                                                                  |                             |
| SIG Sauer MPX                                                                                               | 9×19mm                      |
| Steyr TMP (MP9)                                                                                             | 9×19mm                      |
| FN P90 | 5.7x28mm                    |
| Heckler & Koch MP5A2                                                                                        | 9x19mm                      |
| Heckler & Koch MP5A3                                                                                        | 9x19mm y 10×25 mm           |
| Heckler & Koch UMP                                                                                          | .45 ACP                     |
| Walther MPL                                                                                                 | 9x19mm                      |
| Escopetas / Arma Primaria                                                                                   |                             |
| Benelli Nova (Táctica)                                                                                      | Cal. 12                     |
| Mossberg 500 (Persuader) También se podrá utilizar la variante con cañón de 16 pulgadas para abrir puertas. | Cal. 12                     |
| Benelli (M4)                                                                                                | Cal. 12                     |
| Remington 870 (MCS Tactical)                                                                                | Cal. 12                     |
| Rifles de Asalto / Arma Primaria                                                                            |                             |
| Heckler and Koch G36C                                                                                       | 5.56x45mm OTAN              |
| Mk 18 | 5.56x45mm OTAN              |
| SR-16 | 5.56x45mm OTAN              |
| SLR47 | 7.62x39mm OTAN              |
| Carabina M4 (M4A1)                                                                                          | 5.56x45mm OTAN              |
| Fusil M16 (M16A4)                                                                                           | 5.56x45mm OTAN              |
| FN SCAR-L (MK16)                                                                                            | 5.56x45mm OTAN              |
| Rifle M14 (Springfield Armory M14 - Versión Comercial)                                                      | 7.62x51mm OTAN              |
| FN FAL (SA-58)                                                                                              | 7.62x51mm OTAN              |
| ARN-180 | 5.56x45mm OTAN              |
| Armalite AR-18                                                                                              | 5.56x45mm OTAN              |
| Rifles de Francotirador / Apoyo Externo                                                                     |                             |
| Remington 700 (M40A5)                                                                                       | 7.62x51mm OTAN              |
| Granadas / Accesorios                                                                                       |                             |
| M7A3 Riot CS                                                                                                | Gas Lacrimógeno             |
| M84 Granada Aturdidora                                                                                      | Aturdidora                  |
| Stingball Modelo 9590                                                                                       | Fragmentaria - No Letal     |
| Otras / Armas de Soporte                                                                                    |                             |
| Milkor MGL (Uso para granadas no letales)                                                                   | Granada 40mm                |
| Tippman Marker Pepperball Gun                                                                               | Balines de gas lacrimógeno  |
| TPL | Balines de gas lacrimógeno  |
| Taser (M26)                                                                                                 | Cartuchos Extra Penetración |